# نيك كورتني
نيك كورتني (بالإنجليزية: Nick Courtney)‏ (30 نوفمبر 1987 غرابفين الولايات المتحدة - ) هو لاعب كرة قدم أمريكي يلعب كمدافع.